# 국도 제79호선 (이란)
국도 제79호선(Road 79)은 테헤란주 루데헨과 마잔다란주 아몰을 사이에 이어준 이란의 일반 국도로, 총 연장은 247km이다. 그러나 해당 도로는 중간에 엘부르즈산맥을 관통하고 있는 것으로 보이게 되며, 내륙유역인 카스피해까지 연결된다. 따라서 주로 경유하고 있는 주는 테헤란주, 마잔다란주 등이 있다.